# Dobrut
Dobrut is een plaats in het Poolse district  Szydłowiecki, woiwodschap Mazovië. De plaats maakt deel uit van de gemeente Orońsko en telt 370 inwoners.